# Fundación Duques de Soria
La Fundación Duques de Soria és una institució cultural sense ànim de lucre, amb seu a la ciutat de Sòria, creada el 1989 per iniciativa i sota la presidència d'honor de Margarida de Borbó i de Carlos Zurita, ducs de Soria.
El seu objectiu principal és col·laborar amb l'hispanisme internacional i amb la Universitat en l'estudi i la difusió de la cultura espanyola, amb especial referència a la llengua.
La Fundació col·labora estretament amb la Junta de Castella i Lleó i amb les principals institucions de Sòria, Salamanca i Valladolid, especialment amb les Universitats d'aquestes dues darreres ciutats. També recolza institucions com la Reial Acadèmia Espanyola (és membre de la Fundació Pro Real Acadèmia Espanyola), l'Institut Cervantes, o l'Associació Internacional d'Hispanistes. Va ser premiada amb la Medalla d'Or al mèrit a les Belles Arts el 2016.